# Karl Freisleben

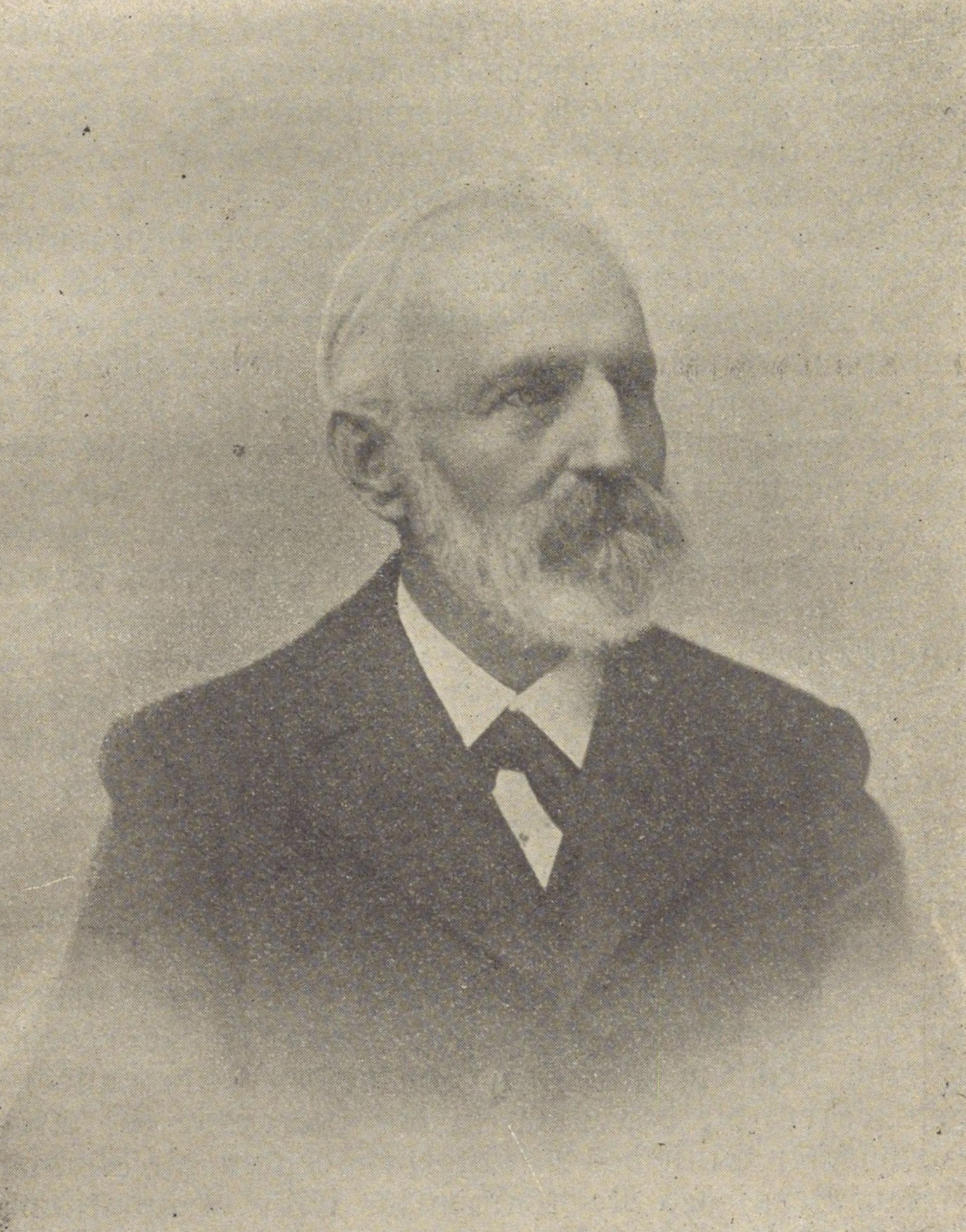
Karl Freisleben

Karl Freisleben (* 14. Oktober 1819 in Ochsenhausen; † 21. Dezember 1903 in Heidenheim) war ein württembergischer Rechtsanwalt und Politiker. 

## Leben
Karl Freisleben studierte Rechtswissenschaft in Tübingen und Heidelberg. Danach war er in Heidenheim zunächst als Richter tätig, wechselte aber 1845 in den Anwaltsberuf. Während der Revolution von 1848/1849 wurde er zu einer Leitfigur der demokratischen Volksbewegung in Heidenheim. 1848 gründete er einen Volksverein und eine Bürgerwehr, die er als Major leitete. Nach der Niederschlagung der demokratischen Bewegung wurde er wegen vorbereitender Handlungen zum Hochverrat zu acht Monaten Gefängnis verurteilt. Nach seiner Freilassung war er wieder als Rechtsanwalt in Heidenheim tätig. Von 1867 bis 1900 war er Sekretär der Industrie- und Handelskammer Heidenheim.
Von 1868 bis 1870 gehörte er als Abgeordneter des Wahlkreises Württemberg 5 (Gmünd, Göppingen, Geislingen, Heidenheim) für die württembergische Demokratische Volkspartei dem Zollparlament an.
Karl Freisleben starb am 21. Dezember 1903 im Alter von 84 Jahren in Heidenheim. Sein Grab auf dem dortigen Friedhof ist erhalten.
In Heidenheim ist seit 1952 die Freislebenstraße nach Karl Freisleben benannt.